# Furth (Chemnitz)
Furth, Chemnitz-Furth – dzielnica miasta Chemnitz w Niemczech, w kraju związkowym Saksonia. 